# Assault Amphibious Vehicle
O Assault Amphibious Vehicle (AAV, "Veículo de Assaulto Anfíbio" em inglês) oficialmente AAV-7A1 (anteriormente conhecido como LVT-7), é um veículo blindado de transporte de pessoal desenvolvido pela BAE Systems nos Estados Unidos da América.
O AAV-7A1 é o transporte anfíbio de tropas atual do Corpo de Fuzileiros Navais dos Estados Unidos (em inglês: United States Marine Corps). É utilizado pelos Batalhões de Assalto Anfíbio do USMC para desembarcar as forças de assalto e os seus equipamentos, durante as operações anfíbias para atingir os objetivos terrestres, e para conduzir operações mecanizadas e prover apoio ao combate, em subseqüentes operações mecanizadas em terra. Também são utilizados por outras forças armadas. Os Marines dos EUA os chamam de amtracks. No Corpo de Fuzileiros Navais da Marinha do Brasil, o AAV é denominado Carro sobre Lagarta Anfíbio (CLAnf).

## Histórico de combate

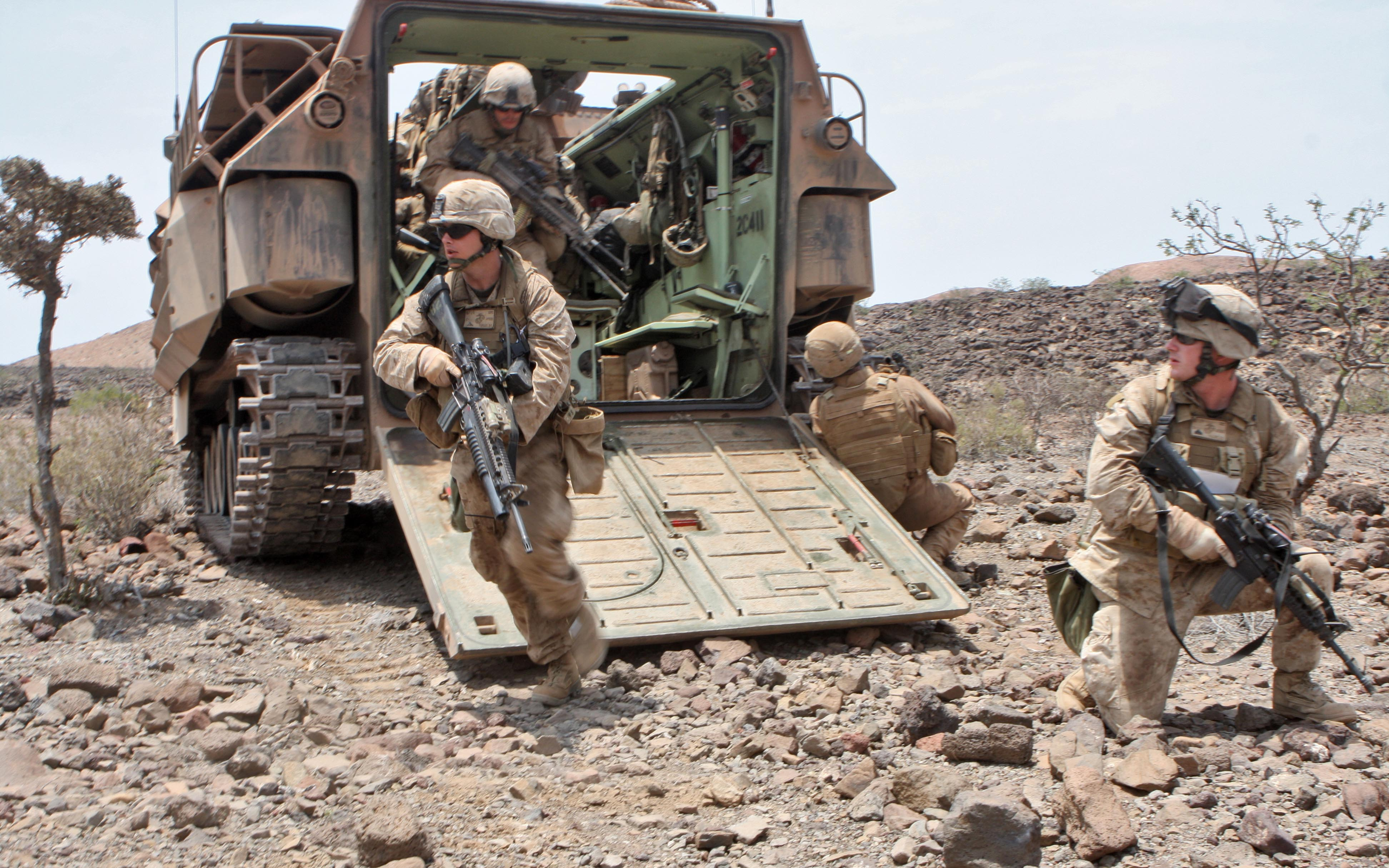
Fuzileiros americanos desembarcando de um AAV.

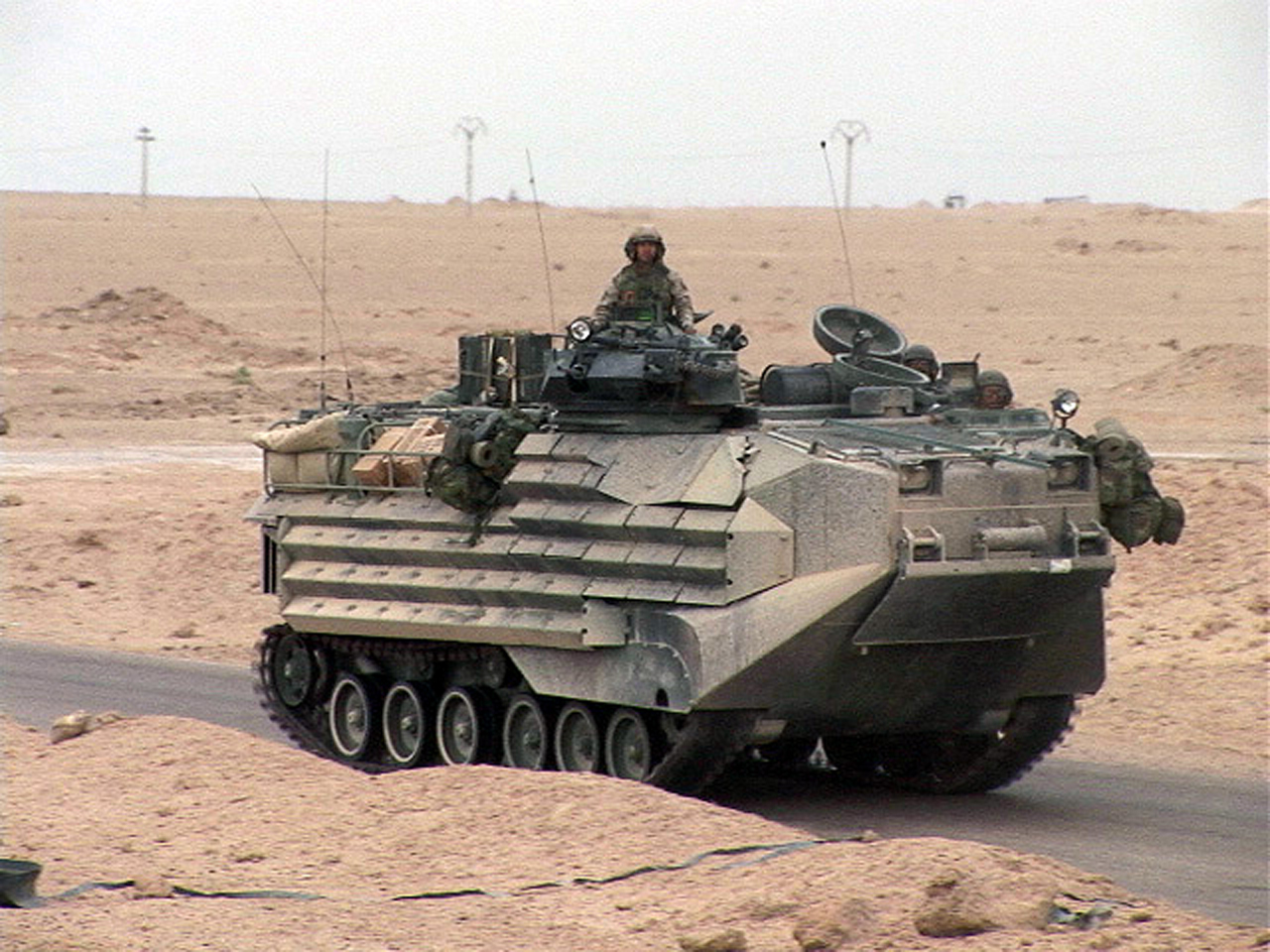
Um AAV do United States Marine Corps em Faluja, Iraque, 2004.

Cerca de 20 LVTP-7s construídos nos Estados Unidos, foram utilizados pela Argentina durante a Operação Rosário (invasão das ilhas Malvinas em 1982), com todos os veículos retornando para o continente argentino antes do fim da guerra. De 1982 a 1984, os LVT-7s foram implantados com os United States Marine Corps como parte da Força Multinacional no Líbano. Conforme os Marines se tornaram cada vez mais envolvidos nas hostilidades, vários veículos sofreram danos menores a partir de estilhaços e pequenas armas de fogo. Em 25 de Outubro de 1983, os LVT-7s dos USMC realizaram um desembarque anfíbio de grande sucesso na ilha de Granada, como parte da Operação Urgent Fury. Foram muito utilizados na Guerra do Golfo de 1991 e na Invasão do Iraque em 2003, e tem sido criticado por oferecer pouca proteção para a tripulação e os soldados, em comparação com outros veículos, como o M2 Bradley. Oito deles foram desativados ou destruídos durante a Batalha de Nasiriyah, onde enfrentaram RPGs, morteiros, carros de combate, e artilharia. Pelo menos um veículo foi destruído pelo fogo amigo de aviões de ataque A-10 Warthog. AAV-7A1s também foram utilizados extensivamente na Unified Task Force.